# 超鉄大帝テスラ
『超鉄大帝テスラ』（ちょうてつたいていテスラ）は、原作・大塚英志、画・大野安之による日本の漫画。1998年にアスキー・アスペクトの『ファミ通ブロス』誌で連載開始、翌年『超鉄大帝テスラ 第1巻 満州編』が発売され、同年エアーズよりオーディオ･ドラマCD「超鉄大帝テスラ」（シナリオ・白倉由美）発売も以降未刊行であったが、2000年角川書店より未収録分を加えて『超鉄大帝テスラ（上） 第1部魔都奉天編』と『超鉄大帝テスラ（下） 第2部大陸横断編』として発売された、ただし作品としては未完にとどまっている。

## 概要
本作は原作を大塚としているものの、キャラクター造形においては大野の要望により彼の個性を大きく反映している。作中登場するキャラクターの多くは大野の別の作品からスター・システム出演している。主人公の緋色は『超電寺学園きらきら』より流用、ただし髪の毛の形はスカーレットの方、真奈美も『超電寺学園きらきら』より出演。リラダン卿のお人形は短編『素子・クリスティーナ・ジョセフソンさんの野望とその実際』やソフトバンククリエイティブ発売の『CGネットワーカーズ自選作集』で発表された“はいそっくす・おくてっと”のもると、れじぇろ、ぷれすと、どるちぇ、あれぐろ、ふぉるて、あにまーと、まるかーと より。もると、れじぇろ、ぷれすと、どるちぇ、あれぐろ、ふぉるて の6人を登場させている、スタイルはハイソックスではなくニーソックスになっている。またもるとのみ別の短編「異形の街」にも登場している。

## あらすじ
日本列島は何者かに支配され、『大日本統帥権帝国』という帝国へと変貌していた。帝国の力は日本列島だけにとどまらず、その脅威は大陸にまで広がろうとしていたのだ。その力に対抗するものが満州共和国で立ち上がった。その名も！“超電磁学園”テスラ記念共和国立高等女子高（通称・超電磁学園）、表向きは帝国軍人の花嫁を養成する学校だが、そのじつは帝国の脅威から満州国を守るために戦う反帝国の抵抗組織だった。発明王テスラ博士の開発した巨大自動機関、反帝国の象徴“大帝(ヴェリキー)”を擁し敢然と帝国に立ち向かう。

## 登場人物
一大寺緋色（いちだいじ ひいろ）
ヒロイン。奉天で物売りをしていたが、ある日自分と瓜二つの少女スカーレットと出逢ったのをきっかけに超電磁学園に入り、「大帝」のメインパイロットになる。
そこで自分が実は発明王テスラ博士の孫娘で、スカーレットと双子の姉妹だと知らされる。
元気で気立の良い女の子。
荼毘（だび）
緋色の幼なじみで、彼女と一緒に奉天で物売りをしていた快活な少年。
突然奉天を離れた緋色を追いかけて超電磁学園の用務員に就職する。
スカーレット・テスラ
『大帝』の本来の所有者。満州共和国皇太子の婚約者で未来の王妃。わがままだがタフな一面も。
ニコラ・テスラ
「大帝」の発明者。エヂソン博士の罠で殺される。現在は「大帝」内部のテスラ式真空管回路にエクトプラズムの状態で“生きている”。
北条真奈美（ほうじょう まなみ）
超電磁学園のルーム長。格闘能力に優れる。「大帝」のサブパイロット。
来栖原離火（くるすばら りか）
超電磁学園の寮長。火を操る。「大帝」のサブパイロット。
ブリギッテ･ゾルゲ
学園寮の副ルーム長。銃火器類の扱いに長けている。
王木蓮（おう もくれん）
爆発物のエキスパート。離火との連携で、すさまじい攻撃力をもつ。
出口王仁三郎
超電磁学園の教師。実際にはゲリラ組織の指揮官である。
愛新覚羅薄覚
帝国の傀儡政権と化した満州共和国の皇太子。実権はなきに等しい。スカーレットの婚約者で彼女にベタ惚れ。
一大寺（いちだいじ）
「契丹の秘伝」の伝承者であるラマ僧。帝国に侵食されている。一連の事件の黒幕。
オードリィ
緋色とスカーレットの母親。帝国に侵食されているが、それでも緋色のことは忘れていなかった。
トマス・エヂソン
テスラ博士のライバル。帝国に魂を売り渡しているため、人間の寿命をはるかに越える高齢にもかかわらず、若々しい肉体と、超人的な能力を持っている。
太祖大尉（たいそたいい）
満州共和国奉天市市長。リラダン卿の双子の姉でもある。
甘粕正彦
帝国に魂を売った高官。実働部隊を率いて、緋色たちの前に度々現れる。
マリエラ・ド・リラダン
満州共和国の実質的ナンバーワン権力者。6人の強力な「人形」を側に従える女王様的な存在。夫と子供が帝国軍の犠牲となり、世界を呪っている。後に帝国に侵食される。
リラダンの人形
もると、れじぇろ、ぷれすと、どるちぇ、あれぐろ、ふぉるて。超古代の技術で動き、圧倒的な戦闘力を持っている。リラダンに絶対服従。
北一輝
大陸浪人。一大寺に瓜二つ。

## 登場メカ
- 大帝

テスラ博士の作った「自動機械（オートマトン）」。普段は巨大列車「あじあ号」の姿をしている。反帝国組織の切り札。

## ドラマCD
- 「超鉄大帝テスラ Audio Drama」(AYCM-661)（リリース：1999年06月21日、発売:エアーズ・販売:バンダイ・ミュージックエンタテインメント
内容は、単行本の上巻の第一回から第五回までをドラマ化したもの。
  - 主題歌 アイリスのkiss（歌／南央美&中川亜紀子　作詞／白倉由美　作曲／松尾洋一）
  - 第一話「遙かなる時の河をこえる者達」
  - 第二話「世界征服の方法」
  - 第三話「祝福から暴力への移行」
  - 第四話「死、眠り、そして旅人」
  - 第五話「永遠と一日」
- オーディオCD「白倉由美作品集ベストセレクションシリーズVOL.4 声優ボーカル集」発売:アブソードミュージックジャパン／モモアンドグレープスカンパニー、販売:キングレコード）に、主題歌アイリスのKISSを収録。

### キャスト
- 一大寺緋色 （南央美）
- スカーレット・テスラ （中川亜紀子）
- 荼毘 （松本梨香）
- 北条真奈美 （小西寛子）
- 来栖原離火 （堀江由衣）
- ブリギッテ･ゾルゲ （小島幸子）
- 王木蓮 （成田紗矢香）
- トマス・エヂソン （坂東尚樹）
- ニコラ・テスラ （石井康嗣）
- 甘粕正彦 （納谷六朗）
- 出口王仁三郎 （大川透）
- マリエラ・ド・リラダン （水谷優子）
- 満州共和国皇太子 （松本保典）
- 太祖大尉 （佐々木瑶子）
- リラダンの人形たち （根谷美智子）

### スタッフ
- 原作：大塚英志
- 作画：大野安之
- 脚本：大塚英志事務所（白倉由美／中村美穂）
- 演出：藤山房伸
- 制作：神南スタジオ
- 音楽：松尾洋一
- ジャケットイラスト：大野安之

## 単行本
アスペクト
- 『超鉄大帝テスラ 第1巻』
1999年2月8日初版発行　ISBN 4-7572-0315-2

角川書店
- 超鉄大帝テスラ（上） 第1部魔都奉天編
2000年11月1日初版発行　ISBN 4-04-713370-1
- 超鉄大帝テスラ（下） 第2部大陸横断編
2000年11月1日初版発行　ISBN 4-04-713371-X